# 松月滉
松月 滉（まつづき こう、10月3日 - ）は、日本の漫画家。愛知県出身。

## 来歴
2003年、「推定青年少女」（『ザ花とゆめ』（白泉社 2003年12月1日号）でデビュー。2004年、『花とゆめ』（同） 2005年1号 （※2004年12月20日発売）にて「幸福喫茶3丁目」の連載を開始。
2009年、『花とゆめ』18号にて「幸福喫茶3丁目」の連載を終了。同年、同誌2010年1号（※2009年12月5日発売）より「王子と魔女と姫君と」の連載を開始。2012年、短編集「ラムネ万能薬」が刊行される。
2014年、『花とゆめ』9号にて「王子と魔女と姫君と」の連載を終了。同年、同誌23号より「ふくろう荘 空きあります」の連載を開始。
2015年、『花とゆめ』23号にて「ふくろう荘 空きあります」の連載を終了。
2016年、『別冊花とゆめ』7月号より「放課後せんせいと。」の連載を開始。
2018年、『別冊花とゆめ』が7月号で休刊したことにより、「放課後せんせいと。」がマンガParkに移籍、同年8月に連載を終了。同年11月、『花とゆめAi』Vol.2より「幸福喫茶3丁目2番地」の連載を開始。
2019年、『花とゆめAi』Vol.10にて「幸福喫茶3丁目2番地」の連載を終了。
2020年、『花とゆめAi』Vol.16より「婚前アットホーム」の連載を開始。

## 作品リスト

### 連載
- 幸福喫茶3丁目（『花とゆめ』2004年 - 2009年） - 連載デビュー作品。
- 王子と魔女と姫君と（『花とゆめ』2009年 - 2014年）
- ふくろう荘 空きあります（『花とゆめ』2014年 - 2015年）
- 放課後せんせいと。（『別冊花とゆめ』・マンガPark 2016年 - 2018年）
- 幸福喫茶3丁目2番地（『花とゆめAi』2018年 - 2019年）
- 婚前アットホーム（『花とゆめAi』2020年 - 連載中）

### 読み切り
- 2001年
  - アイサツのトビラ（『ザ花とゆめ』8月1日号） - 「王子と魔女と姫君と」第10巻に収録。受賞歴節を参照。
- 2003年
  - ハッピーハニー（『ザ花とゆめ』10月1日号） - 受賞歴節を参照。
  - 推定青年少女（『ザ花とゆめ』12月1日号） - デビュー作品。『幸福喫茶3丁目』第2巻に併録。
- 2004年
  - 極上スイート（『ザ花とゆめ』2月1日号）
  - ラムネ万能薬（『ザ花とゆめ』4月1日号） - 『ラムネ万能薬』に収録。
  - ナンバーワンDX（『ザ花とゆめ』8月1日号） - 『幸福喫茶3丁目』第7巻に併録。主要登場人物は後に『幸福喫茶3丁目』のサブキャラクターとして登場する。
  - ハナとアゲハ、夏。（『ザ花とゆめ』10月1日号） - 『幸福喫茶3丁目』第4巻に併録。
  - アヒル革命（『花とゆめ』20号） - 『ラムネ万能薬』に収録。
- 2007年
  - 緋の空の下で（『ザ花とゆめ』11月25日号） - 『ラムネ万能薬』に収録。
- 2009年
  - オレンジ天使（『花とゆめ』3号） - 『ラムネ万能薬』に収録。
- 2013年
  - どうも、渥美兄弟です。（『ザ花とゆめ』12月1日号）
- 2014年
  - どうも、渥美兄弟です。（『ザ花とゆめ』6月1日号）

## 受賞歴
- 白泉社第303回花とゆめまんが家コース努力賞（2001年・受賞作「アイサツのトビラ」）
- 白泉社第42回ビッグチャレンジ賞佳作（2003年・受賞作「ハッピーハニー」）

## 書籍
- 『幸福喫茶3丁目』、白泉社 〈花とゆめコミックス〉、全15巻[8]
- 『王子と魔女と姫君と』、白泉社 〈花とゆめコミックス〉、全12巻
- 『ラムネ万能薬』、白泉社 〈花とゆめコミックススペシャル〉、短編集
- 『ふくろう荘 空きあります』、白泉社 〈花とゆめコミックス〉、全3巻
- 『放課後せんせいと。』、白泉社 〈花とゆめコミックス〉、全4巻
- 『幸福喫茶3丁目2番地』、白泉社 〈花とゆめコミックス〉、全1巻
- 『婚前アットホーム』、白泉社 〈花とゆめコミックススペシャル〉、既刊3巻